# Conus edwardpauli
Conus edwardpauli é uma espécie de gastrópode do gênero Conus, pertencente à família Conidae.